# 희망의 마을
"희망의 마을"은 한국에서 제작된 최인규 감독의 1948년 영화이다. 김신재 등이 주연으로 출연하였다.

## 출연

### 주연
- 김신재
- 황남
- 권일청
- 구종석

## 기타
- 조명: 김성춘
- 녹음: 양주남